# Mayange (Sektor)
Mayange (Kinyarwanda Umurenge wa Mayange) ist einer von 15 Sektoren im Distrikt Bugesera in der Ostprovinz von Ruanda.

## Geographie
Mayange hat eine Fläche von 164,8 km² und liegt auf einer Höhe von etwa 1410 m. Der Sektor unterteilt sich in die fünf Zellen Kibenga, Kagenge, Gakamba, Kabirizi und Mbyo. Nachbarsektoren sind im Norden Nyamata, im Nordosten Rilima, im Osten Gashora, im Südosten Rweru, im Süden Kamabuye, im Westen Ngeruka und Mareba und im Nordwesten Musenyi. Im Nordwesten liegt Mayange am Cyohoha-See Nord. Das Gelände im Sektor ist flacher und trockener als im Großteil der Gebiete im „Land der tausend Hügel“.

## Bevölkerung
Zur Volkszählung von 2022 betrug die Einwohnerzahl 54.084 Einwohner. Zehn Jahre zuvor waren es 29.835, was einem jährlichen Bevölkerungszuwachs von 6,1 Prozent zwischen 2012 und 2022 entspricht.

## Geschichte
Nach Beginn des Völkermords im Jahr 1994 flohen die in der Umgebung lebenden Tutsi am 8. April auf den Rebero-Hügel, um sich dort gemeinschaftlich zu verteidigen. Einige Tage später wurde der Großteil von ihnen jedoch durch Soldaten des Gako-Militärlagers getötet, die Oberstleutnant Phénéas Munyarugarama unterstanden. Weitere wurden durch Interahamwe tot gehackt. Der später geflüchtete Phénéas Munyarugarama, dessen Verbleib zu dem Zeitpunkt unbekannt war, wurde am 4. März 2002 vor dem Internationalen Strafgerichtshof für Ruanda unter anderem wegen Völkermords und Verbrechen gegen die Menschlichkeit angeklagt. Sein Fall wurde am 5. Oktober 2012 an die ruandischen Gerichte übergeben. 2022 wurde er für tot erklärt, nachdem eine Untersuchung ergab, dass er bereits am 28. Februar 2002 in Kankwala in der Demokratischen Republik Kongo gestorben war.
Im Sektor Mayange befindet sich heute ein Versöhnungsdorf namens Igiti Cy’Umuvumu, in dem Opfer und Täter des Völkermords zusammenleben.

## Bildung und Gesundheitswesen
Innerhalb des Sektors befindet sich eine Militärakademie sowie ein Trainingszentrum der Rwanda National Police zur „Terrorismusbekämpfung“. Der Sektor verfügt außerdem über ein Gesundheitszentrum.

## Verkehr
Im Osten des Sektors verläuft die Nationalstraße 5. Von dieser geht im äußersten Südosten des Sektors nördlich des Flughafens Nemba die Nationalstraße 6 nach Westen ab. Beide Nationalstraßen sind asphaltiert.